# カナダ大学協会
カナダ大学協会（カナダだいがくきょうかい、英: The Association of Universities and Colleges of Canada、 AUCC）は、カナダの大学機関によって編成される協会。
1911年に設立され、92校の公立及び非営利の私立大学からなる。AUCCは、社会政策及び提言、コミュニケーション、調査研究、情報の共有、奨学金、国際的プログラムをメンバーサービスとして提供する。カナダ国内外で大学の学位認定がされる際、AUCCのメンバーか否かが事実上問われる。
当協会は、高等教育のトレンド、大学調査研究、UniWorld magazine、カナダの大学及び大学電話帳の住所録（ディレクトリ）等、多くの出版物を発行している。